# Cherrelle Garrett
Cherrelle Garrett (7 de mayo de 1989) es una deportista estadounidense que compitió en bobsleigh. Ganó una medalla de oro en el Campeonato Mundial de Bobsleigh de 2015, en la prueba doble.

## Palmarés internacional
| Campeonato Mundial | Campeonato Mundial    | Campeonato Mundial | Campeonato Mundial |
| Año                | Lugar                 | Medalla            | Prueba             |
| ------------------ | --------------------- | ------------------ | ------------------ |
| 2015               | Winterberg (Alemania) | Medalla de oro     | Doble              |